# Откуцаји срца (стрип)
Откуцаји срца је 34. епизода стрип серијала Кен Паркер објављена у Лунов магнус стрипу бр. 565. Објавио ју је Дневник из Новог Сада у новембру 1983. године. Имала је 94 стране и коштала је 30 динара (0,24 $; 0,65 DEM). Епизоду је нацртао Бруно Марафа, а сценарио написали Ђанкарло Берарди и Мауризио Мантеро. Аутор насловне стране није познат.

## Оригинална епизода
Оригинална епизода објављена је у октобру 1980. године под насловом Il cavalieri del nord. Издавач је била италијанска кућа Cepim. Коштала је 600 лира и имала 96 страна.

## Кратак садржај
Радња се дешава у зиму 1876. године. Долазећи у место Мајлстон (будућа покрајина Саскачеван, Канада), Кена напада група ситних пљачкаша. (Кен носи са собом наирнице за рударе с којима ће се срести у наредној епизоди, ЛМС-571.) Живот му спашава младић по имену Тревор. Тревор је, међутим, ноторни коцкар, који убрзо упада у проблем због преваре на кратама и завршава у затвору. Кен жели да му се одужи и плати кауцију од 200 $. Да би то урадио, одлази на ранч земљопоседника Крозбија да заради новац. У међувремену, Тревор у затвору наилази на два затвореника, који га наговарају да побегне заједно с њима. Маунти МекДермонт и Кен крећу у потрагу за одбеглом тројком, али Тревор се с новим пријатељима уваљује у још веће проблеме из којих му је све теже да изађе.

## Кен и књижевност
Аутори настављају да развијају Кенову љубав према књигама коју су започели у претходној епизоди (ЛМС-561). Седећи за столом са ћерком г. Крозбија, Кен примећује велики број књига у њеној библиотеци.